# It's a Beautiful Day (It's a Beautiful Day)
| Recensione              | Giudizio        |
| ----------------------- | --------------- |
| AllMusic                | [ 1 ]           |
| Robert Christgau        | D               |
| Sputnikmusic            | 4.1 (Excellent) |
| Piero Scaruffi          | [ 4 ]           |
| Dizionario del Pop-Rock | [ 5 ]           |

It's a Beautiful Day è il primo album dell'omonimo gruppo musicale californiano, pubblicato dalla Columbia Records nel maggio del 1969.

## Il disco
L'album raggiunse la quarantasettesima posizione (21 giugno 1969) della classifica statunitense Billboard 200.

## La copertina
La copertina dell'album è stata inserita al numero 25 nella classifica delle migliori di sempre pubblicata dalla rivista musicale specializzata Rolling Stones.

## Tracce
Lato A
1. White Bird – 6:06 (David Laflamme, Linda LaFlamme)
2. Hot Summer Day – 5:46 (David Laflamme, Linda LaFlamme)
3. Wasted Union Blues – 4:00 (David LaFlamme)
4. Girl with No Eyes – 3:49 (David LaFlamme, Linda LaFlamme)

Lato B
1. Bombay Calling – 4:25 (David LaFlamme, Vince Wallace)
2. Bulgaria – 6:10 (David LaFlamme)
3. Time Is – 9:42 (David LaFlamme)

## Formazione
- David LaFlamme - violino, violino elettrico, voce
- Pattie Santos - voce, tamburello, campane, percussioni (block e gourd)
- Linda LaFlamme - organo, pianoforte, pianoforte elettrico, celesta, clavicembalo
- Hal Wagenet - chitarra
- Mitchell Holman - basso
- Val Fuentes - batteria

## Musicista aggiunto
- Bruce Steinberg - armonica (brano: Hot Summer Day)